# Raketenträger

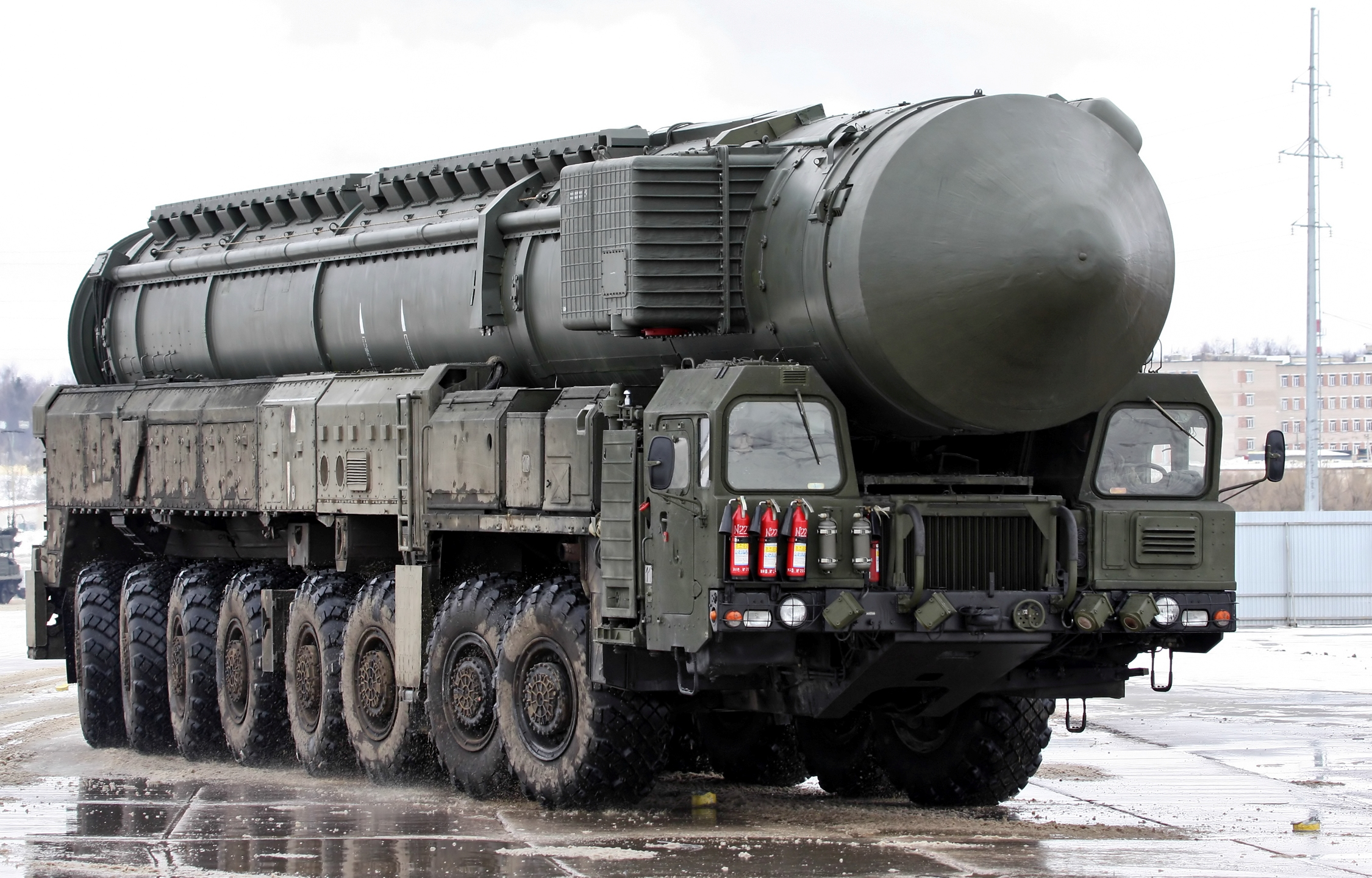
Ein Raketenfahrzeug MZKT-79221 der russischen strategischen Raketenstreitkräfte, das eine Interkontinentalrakete vom Typ RT-2PM2 Topol-M transportiert

Ein Raketenfahrzeug, auch Raketenträger, Raketenlastwagen oder (sofern abschussfähig) Raketenwerferfahrzeug genannt, ist ein Militärfahrzeug, das speziell für den Transport von Raketen gebaut und konstruiert wurde, entweder für den sicheren Transport oder für den Abschuss von Raketen im Kampf. Zu Raketenfahrzeugen gehören Transporter-Montagewerfer (TEL) und Mehrfachraketenwerfer (MRL).
Das Raketenfahrzeug kann selbstfahrend sein, oder der Raketenwerfer kann sich auf einem Anhänger befinden, der von einem Lastwagen oder einer Zugmaschine gezogen wird. Lange Raketen werden auf diesen Fahrzeugen üblicherweise parallel zum Boden transportiert und dann zum Abschuss in eine geneigte oder vertikale Position gehoben. Einzel- oder Doppelraketenfahrzeuge transportieren ihre Raketen häufig unbedeckt. Die Raketenbatterien von Mehrfachraketenwerfern halten ihre Raketen häufig in röhrenförmigen oder rechteckigen Behältern für jede Rakete, aus denen die Raketen oder Raketen abgeschossen (oder mit anderen Worten abgefeuert) werden können. Viele Raketenfahrzeuge verwenden große Luftreifen, einige verwenden jedoch durchgehende Ketten.

## Geschichte

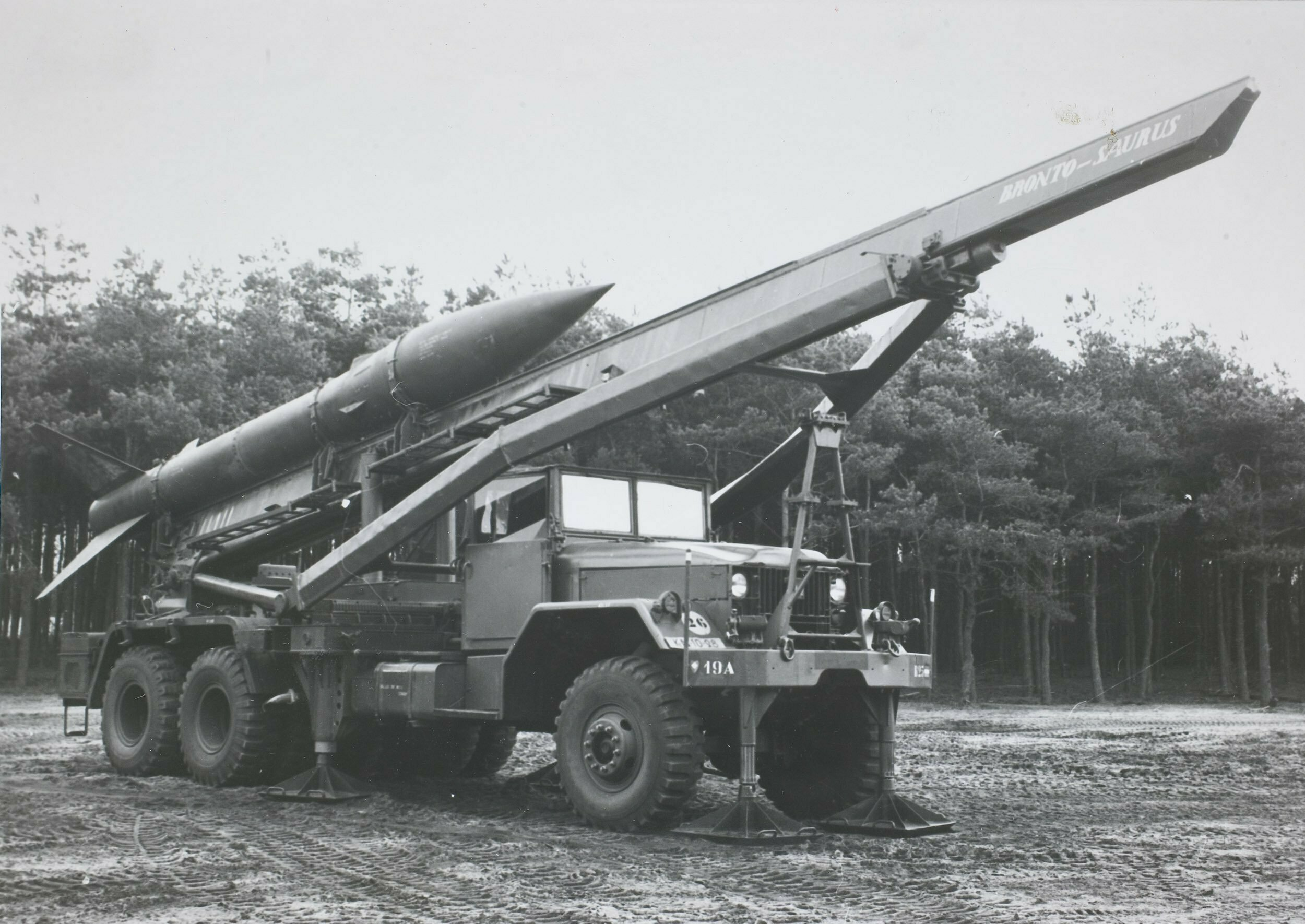
Ein 5-Tonnen-6x6-Raketenfahrzeug vom Typ M139D der US-Armee mit einem MGR-1 Honest John

Der Katjuscha-Raketenwerfer war ein früher Werfer, der im Zweiten Weltkrieg hauptsächlich auf Raketenlastwagen der Sowjetunion montiert wurde. Die USA wiederum produzierten das Raketenwerferfahrzeug T34 Calliope in begrenzten Stückzahlen, indem sie eine Mehrfachraketenbatterie auf einem M4 Sherman anbrachten.
Zu den größten Raketenfahrzeugen zählen die mehrrädrigen (bereiften) 8-achsigen MZKT-79221-Transportfahrzeuge für Interkontinentalraketen vom Typ Topol-M, die längsten Lastwagen der russischen Bodentruppen. Stand Dezember 2008 gibt es sechs solcher straßenmobilen Raketensysteme. Ein weiteres russisches Beispiel ist der Lastwagen für das Boden-Luft-Raketenabwehrsystem Pechora-2M, der zwei Raketen transportieren und abfeuern kann und auch in einigen anderen Ländern eingesetzt wird.
Amerikanische Beispiele für Einzelraketenwerfer-LKWs sind die verschiedenen Raketenwerfervarianten des 5-Tonnen-6x6-LKWs der M39-Serie. Bei diesen LKWs wird nach dem Transport der Rakete der Raketenstartmechanismus mit der darauf befindlichen Rakete nach oben geschwenkt, um ihn in Startposition zu bringen. Einige LKWs tragen eine Batterie mit vier Harpoon- oder Patriot-Raketen zum Abschuss. Diese Mehrfachraketenbatterien werden ebenfalls zum Abschuss nach oben geschwenkt, und der Werfer kann in einigen Fällen auf dem Fahrgestell (oder der Plattform) des LKWs gedreht werden. Zur Vorbereitung auf den Abschuss werden Stützausleger aus dem LKW ausgefahren und auf den Boden gestellt, um den LKW vor einer Rückstoßreaktion während eines Raketenstarts zu schützen.

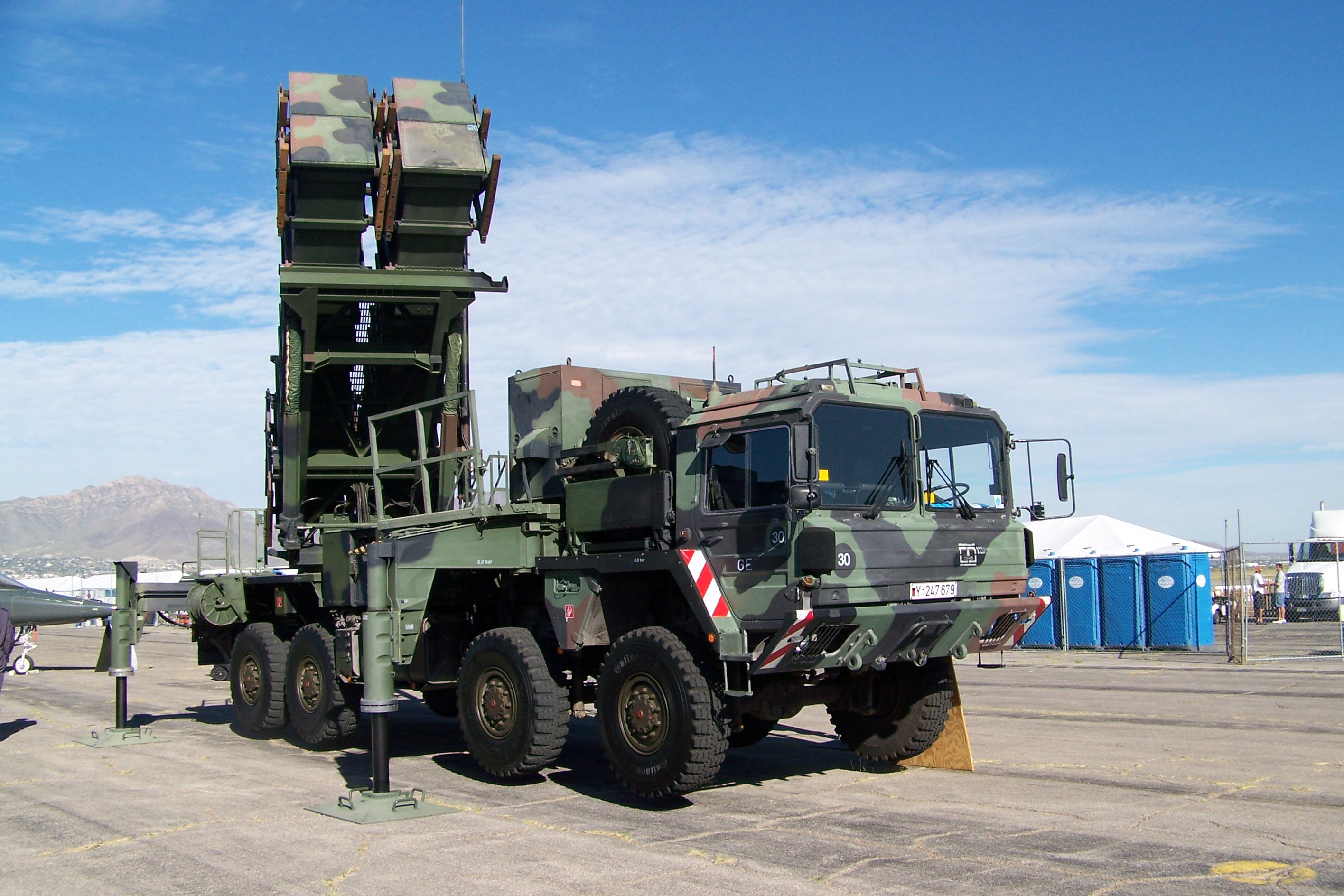
Deutscher MAN KAT A1 mit Patriot-Raketenwerfer. Man beachte die seitlichen und hinteren Stützen, die zum Start ausgefahren werden.

Das in den USA und mehreren anderen Ländern verwendete Mehrfachraketenwerfersystem M270 verwendet anstelle von herkömmlichen Luftreifen einen Traktorraupenantrieb. Ein Beispiel für ein Einzelraketenfahrzeug mit Traktorraupenantrieb ist der französische Raketenwerfer Pluton, der auf dem Panzer AMX-30 basiert. Der 2K11 Krug ist ein sowjetisch-russischer Zweiraketen-Transporter-Montagewerfer mit Traktorraupenantrieb. Die Russen verfügen außerdem über recht umfangreiche S-300-Raketensysteme auf verschiedenen Fahrzeugen. Weitere Beispiele für sowjetische Mehrfachraketenwerfer sind die BM-21 Grad, BM-27 Uragan und BM-30 Smerch, die Luftreifen und röhrenförmige Raketenbehälter verwenden und auch in verschiedenen anderen Ländern eingesetzt werden. Ein in der Sowjetunion produziertes Raketensystem 9K52 Luna-M verwendet einen 9P113-Einzelraketen-TEL mit Luftreifen zum Transport einer nicht abgedeckten sowjetischen 9M21-Rakete.
Zu den amerikanischen Raketenfahrzeugen gehören das M1134 Anti-Tank Guided Missile Vehicle aus der Stryker-Familie von Militärfahrzeugen (mit Luftreifen und kleineren BGM-71 TOW-Raketen), das MIM-72 Chaparral (mit Traktor-Raupenantrieb und vier freiliegenden Raketen) und das M1097 Avenger-System (mit Luftreifen und Kanistern für Flugabwehrraketen). Das Long Range Surveillance and Attack Vehicle (LRSAV) von Lockheed Martin, ist ein gepanzertes Fahrzeug mit vier großen Luftreifen auf jeder Seite. Es kann Raketen aus seinem drehbaren Turm auf dem Fahrzeug abfeuern.
Die zunächst sowjetische, dann russische Familie der S-300-Raketensysteme wurde vom russischen Militär zu den aktuellen S-400-Triumf-Raketen und deren Trägerfahrzeugen aufgerüstet und ab 2007 in Dienst gestellt. Die Abschussrohre mit den darin befindlichen S-400-Raketen werden horizontal transportiert (siehe Foto in der Galerie unten), und die Batterie der Abschussrohre mit den Raketen wird für den Start in eine vertikale Position gebracht, wobei die Abschussrohrböden auf dem Boden aufliegen.
Raketenfahrzeuge nehmen häufig an Militärparaden teil, wo sie verwendet werden, um öffentlich die Raketenfähigkeiten, Atomwaffen oder neue Raketentechnologie eines Militärs zu demonstrieren. In der ehemaligen Sowjetunion und heute in Russland erscheinen Raketenfahrzeuge häufig bei Siegesparaden auf dem Roten Platz in Moskau.

## Galerie

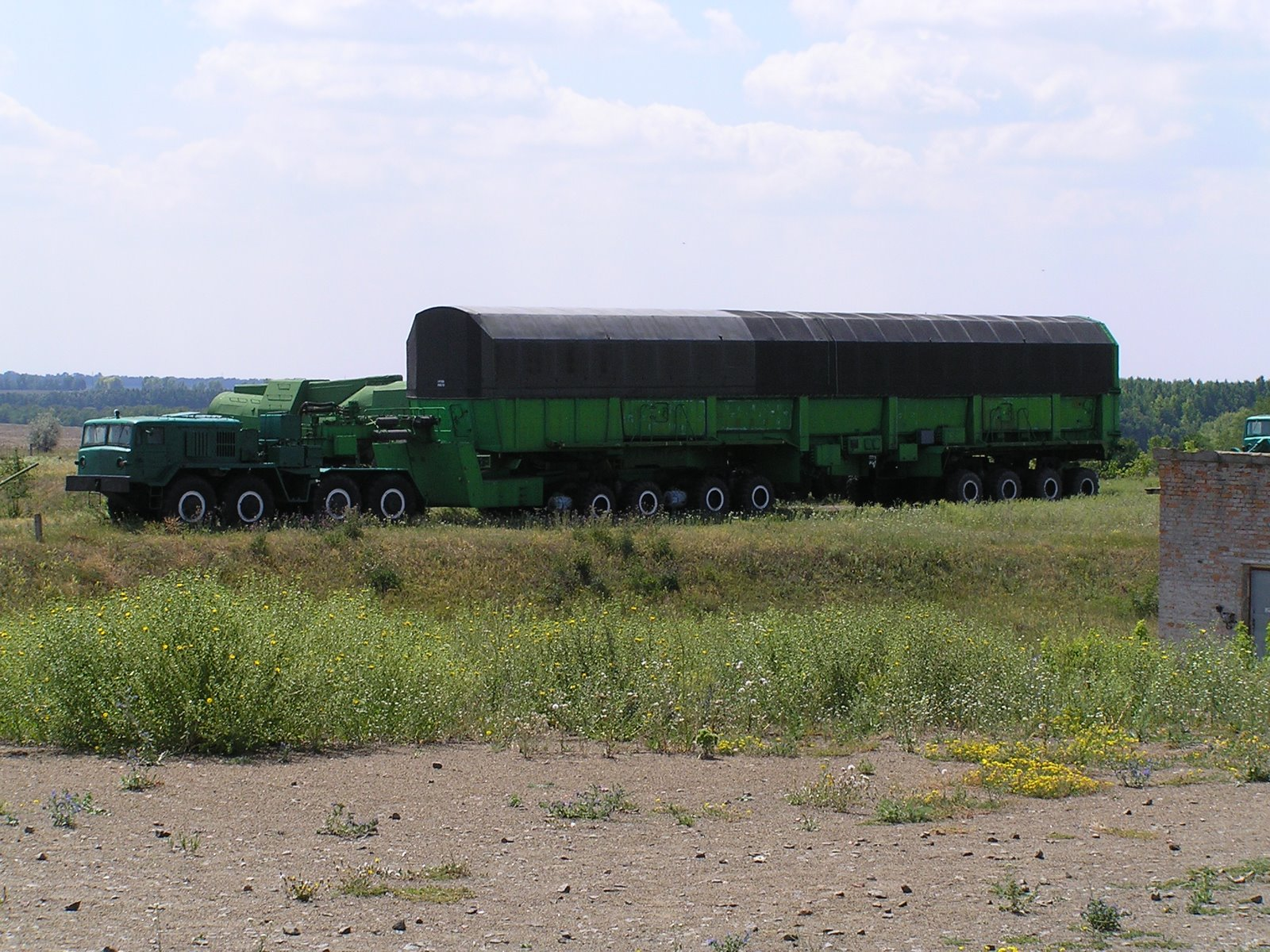
MAZ-537 mit einem speziellen Raketencontainer im Museum der strategischen Raketentruppen in der Ukraine
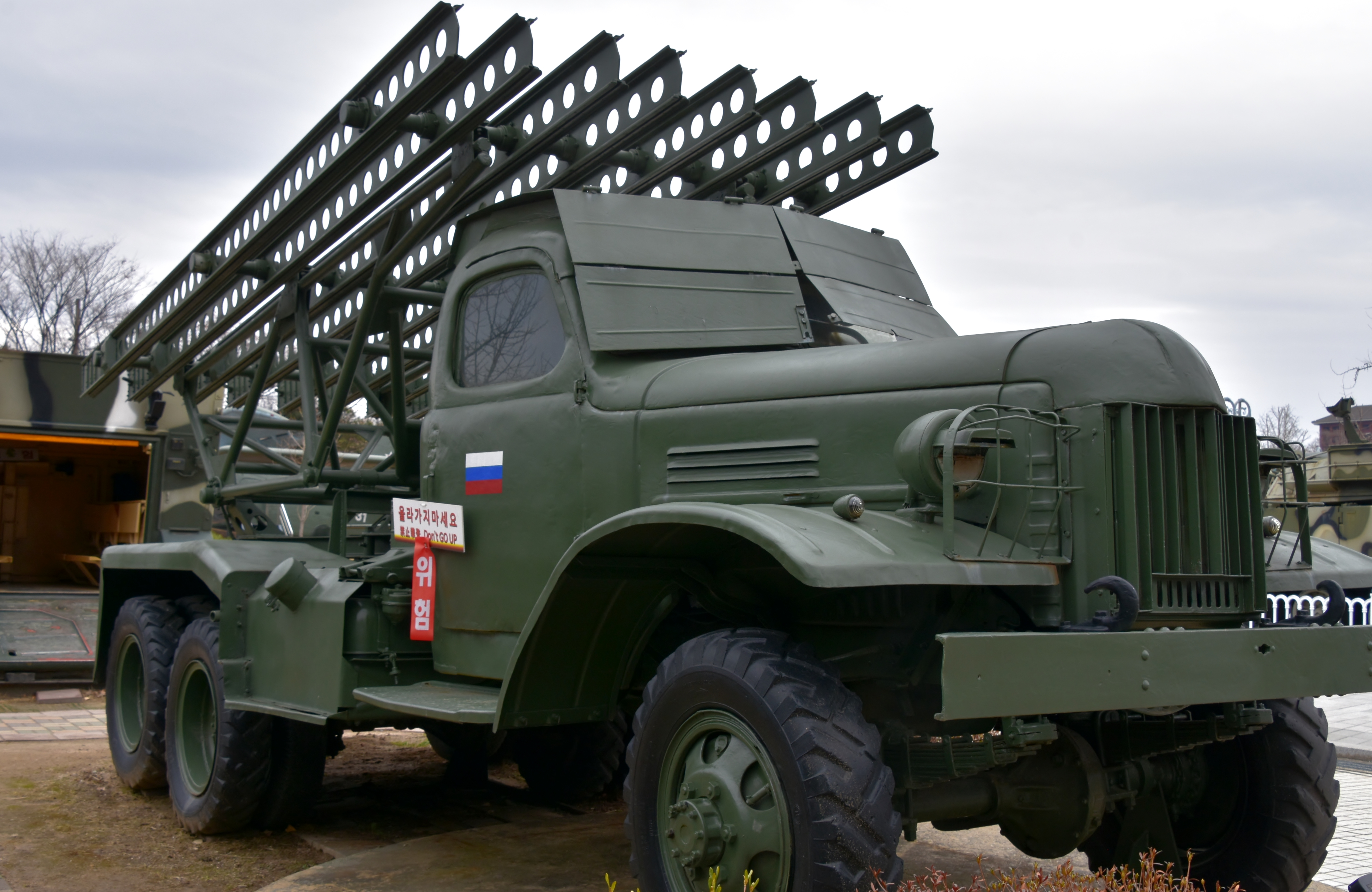
Sowjetischer Katjuscha-Raketenwerfer, der im Zweiten Weltkrieg eingesetzt wurde
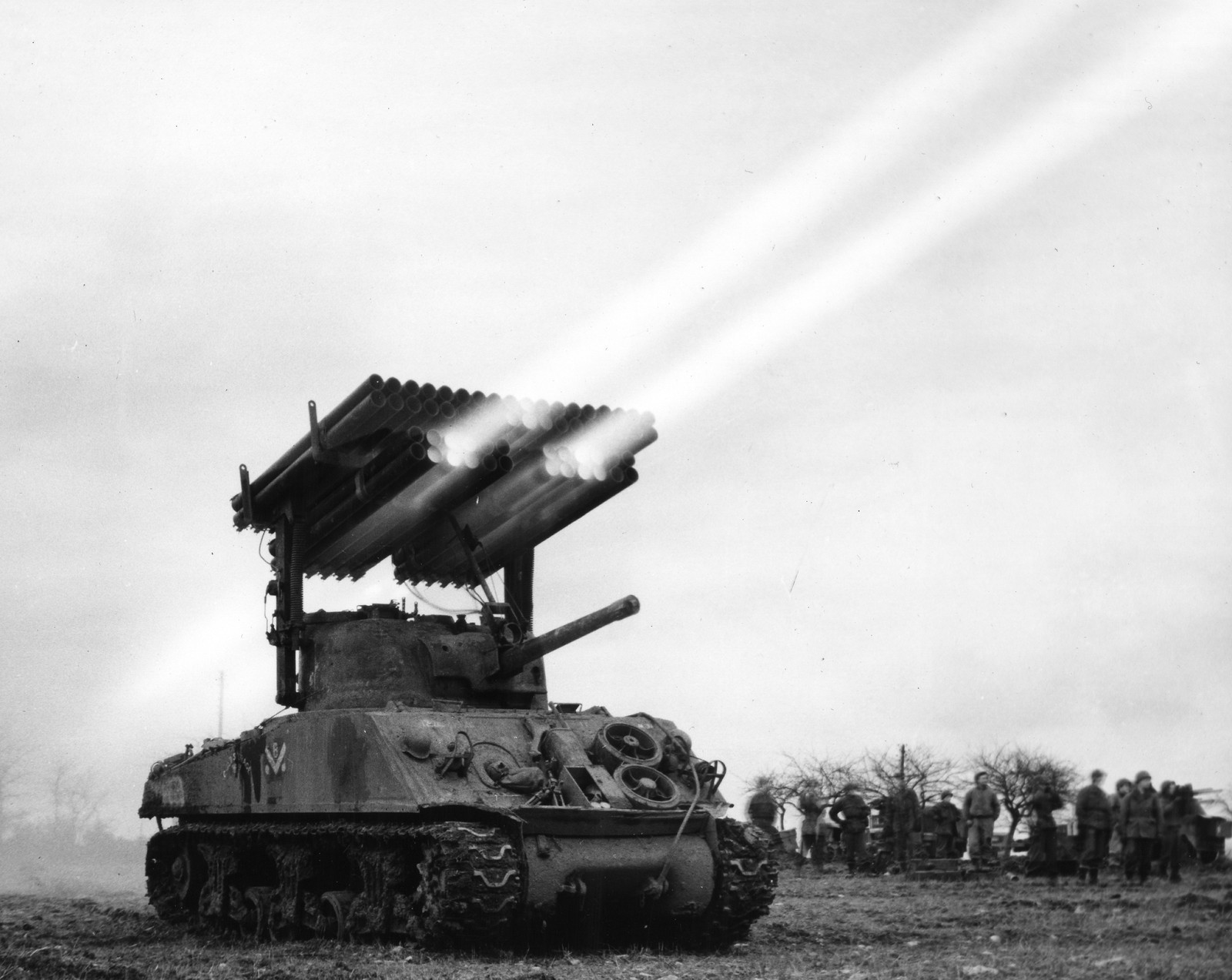
Amerikanischer T34 Calliope, ein Mehrfachraketenwerfer auf einem Panzer, der im Zweiten Weltkrieg eingesetzt wurde
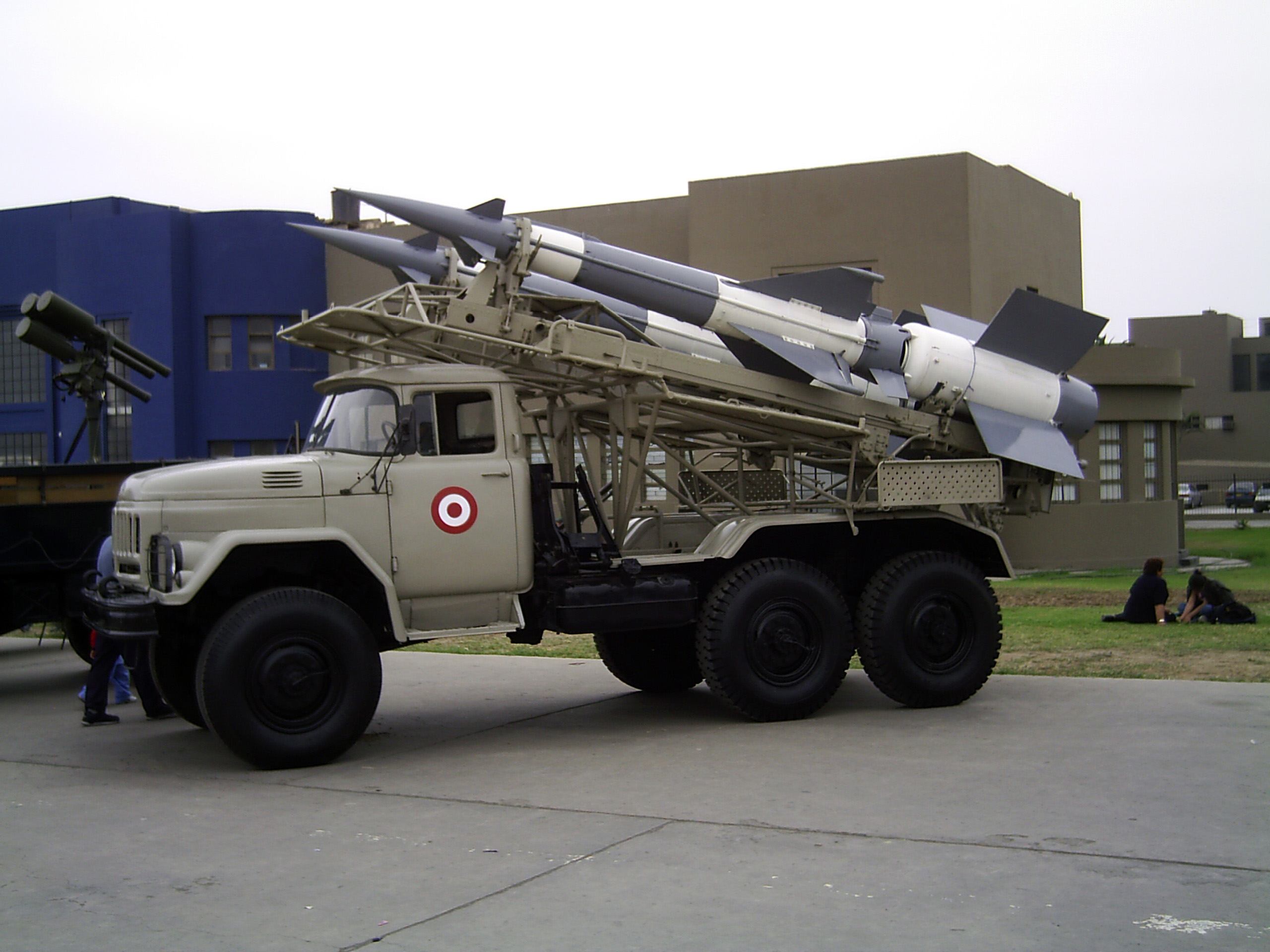
Peruanischer Raketen-LKW mit zwei S-125-Pechora-Raketen
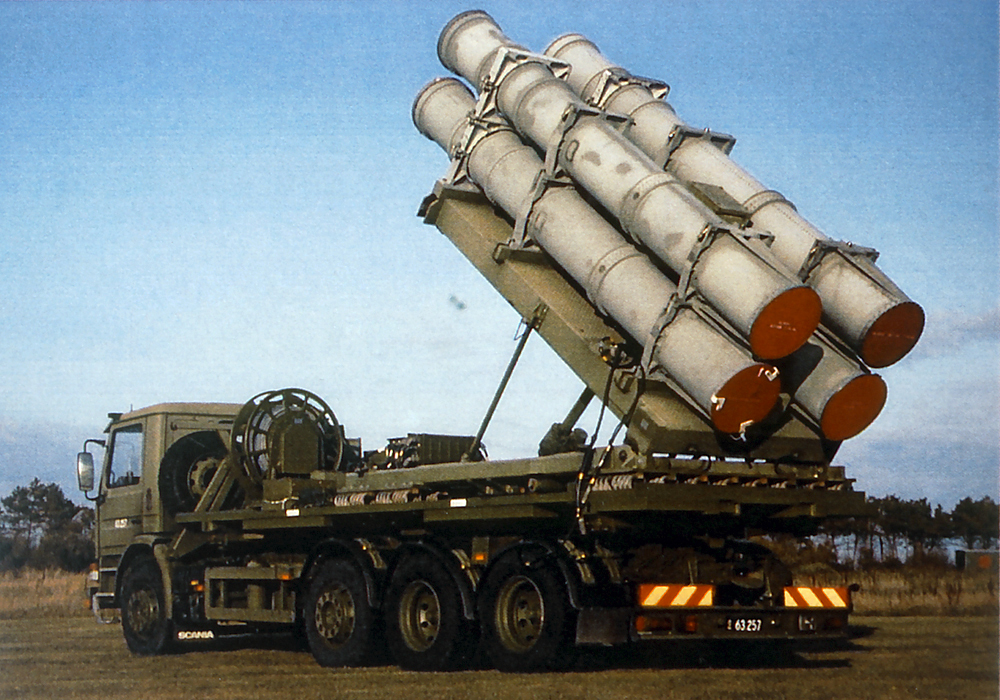
Dänische mobile Raketenbatterie zur Aufnahme von vier Harpoon-Raketen
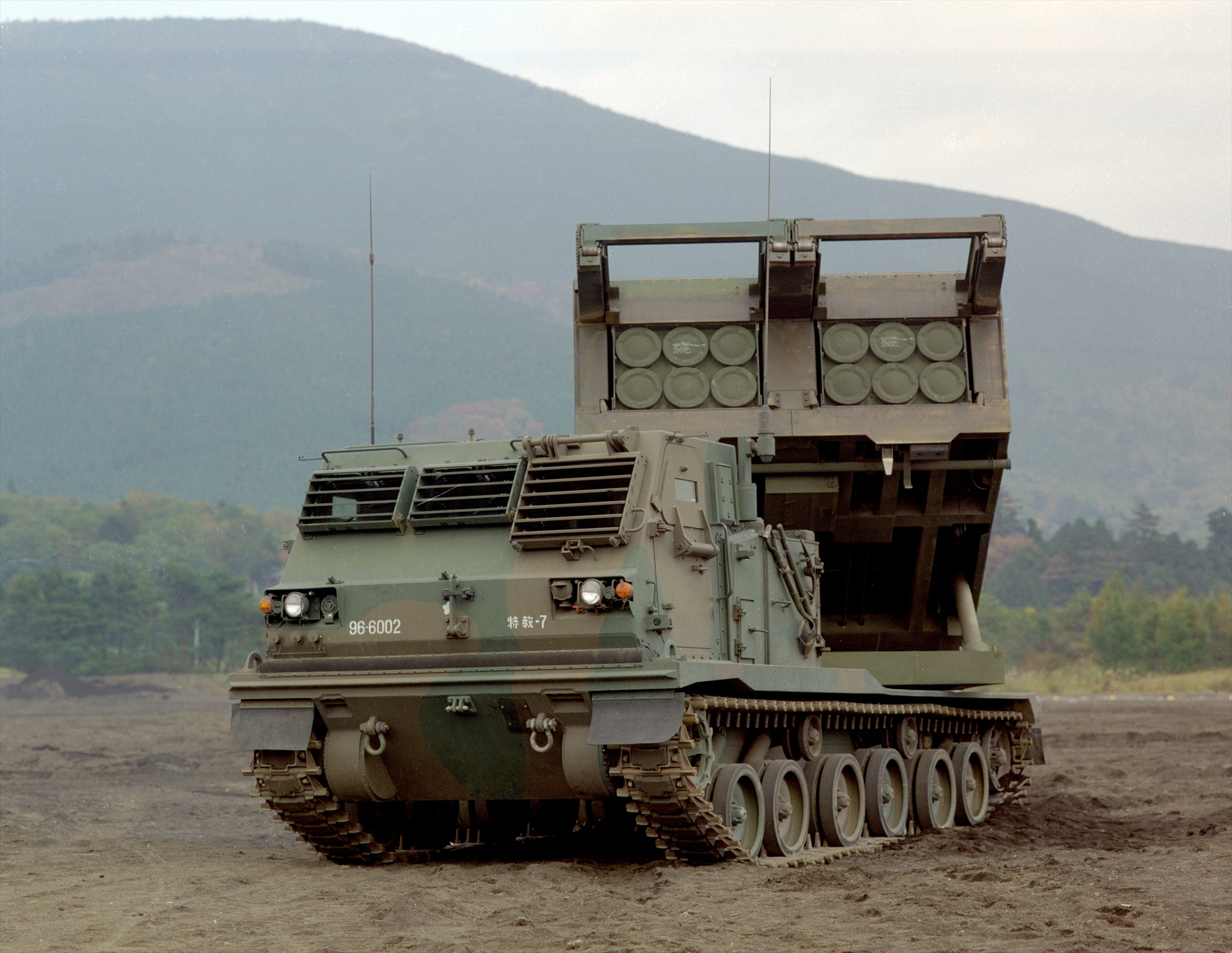
Das Mehrfachraketenwerfersystem M270 verwendet einen Traktor-Raupenantrieb.
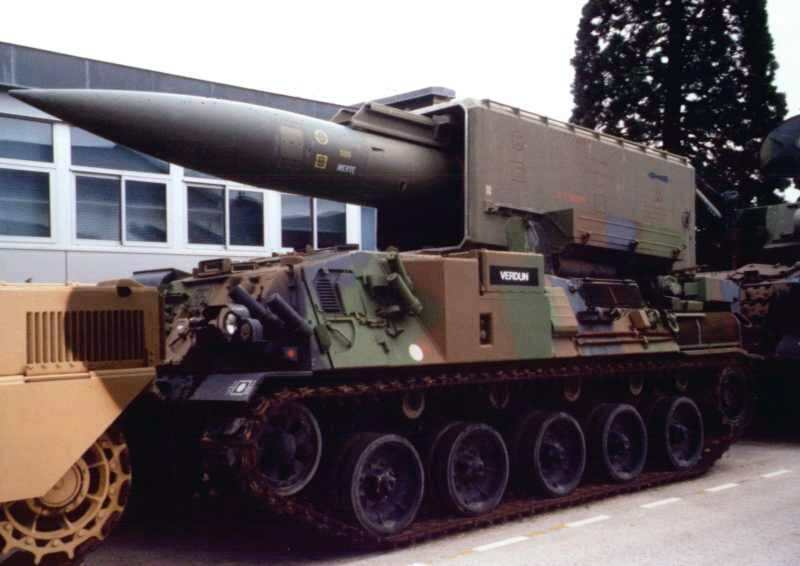
Pluton-Raketenwerfer, basierend auf dem Panzer AMX-30
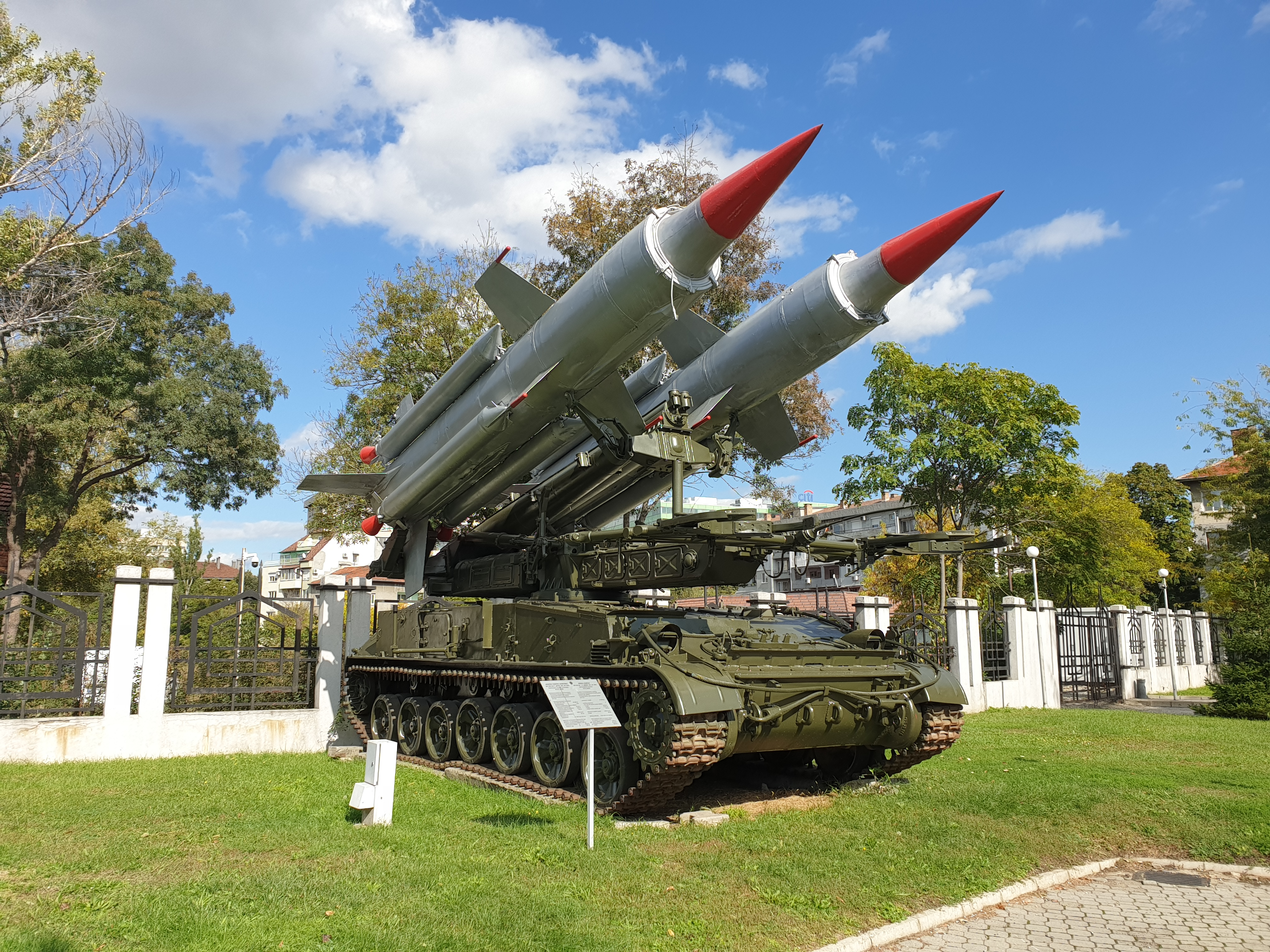
2K11 Krug Zwei-Raketen-TEL
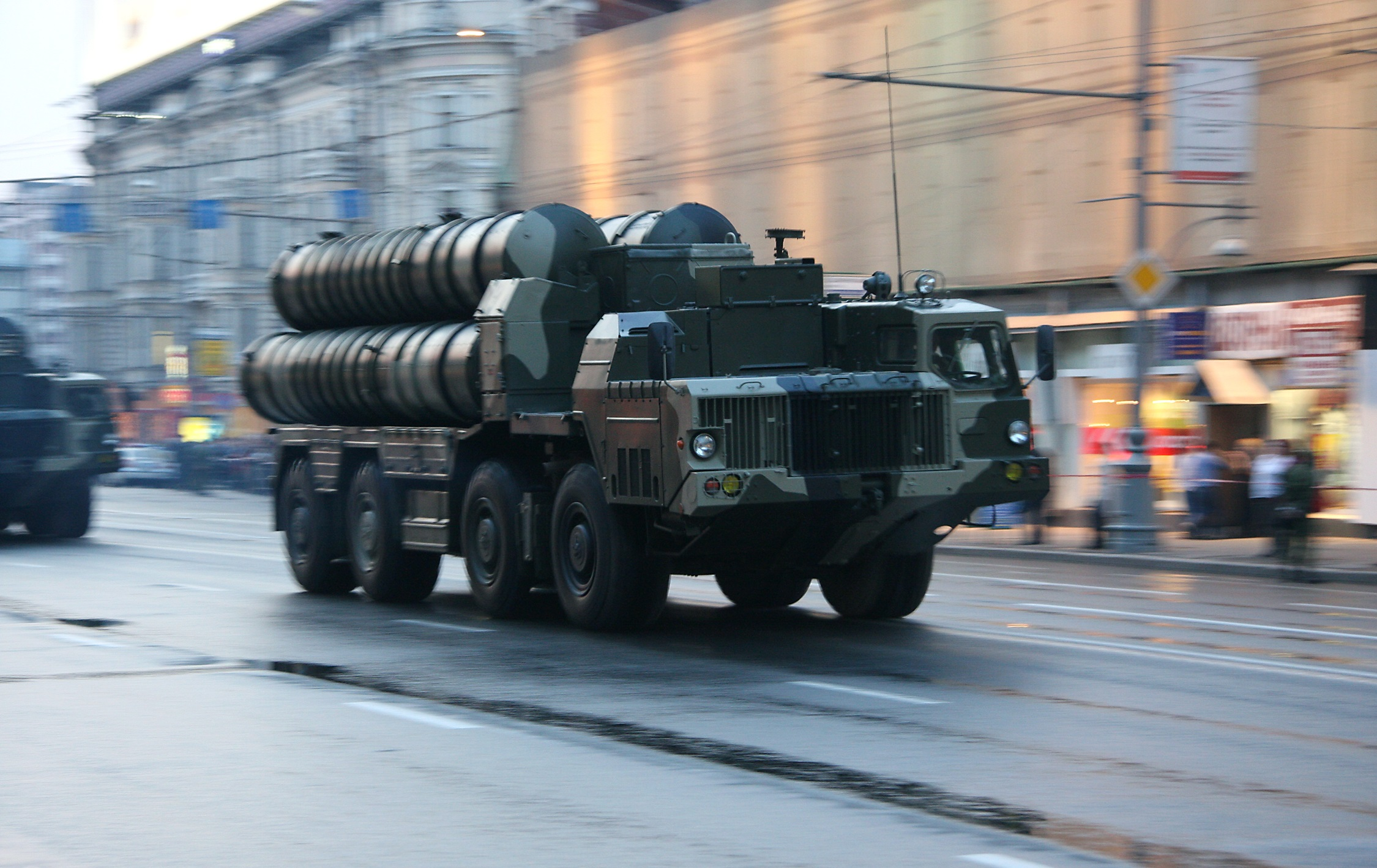
Raketenfahrzeug S-300
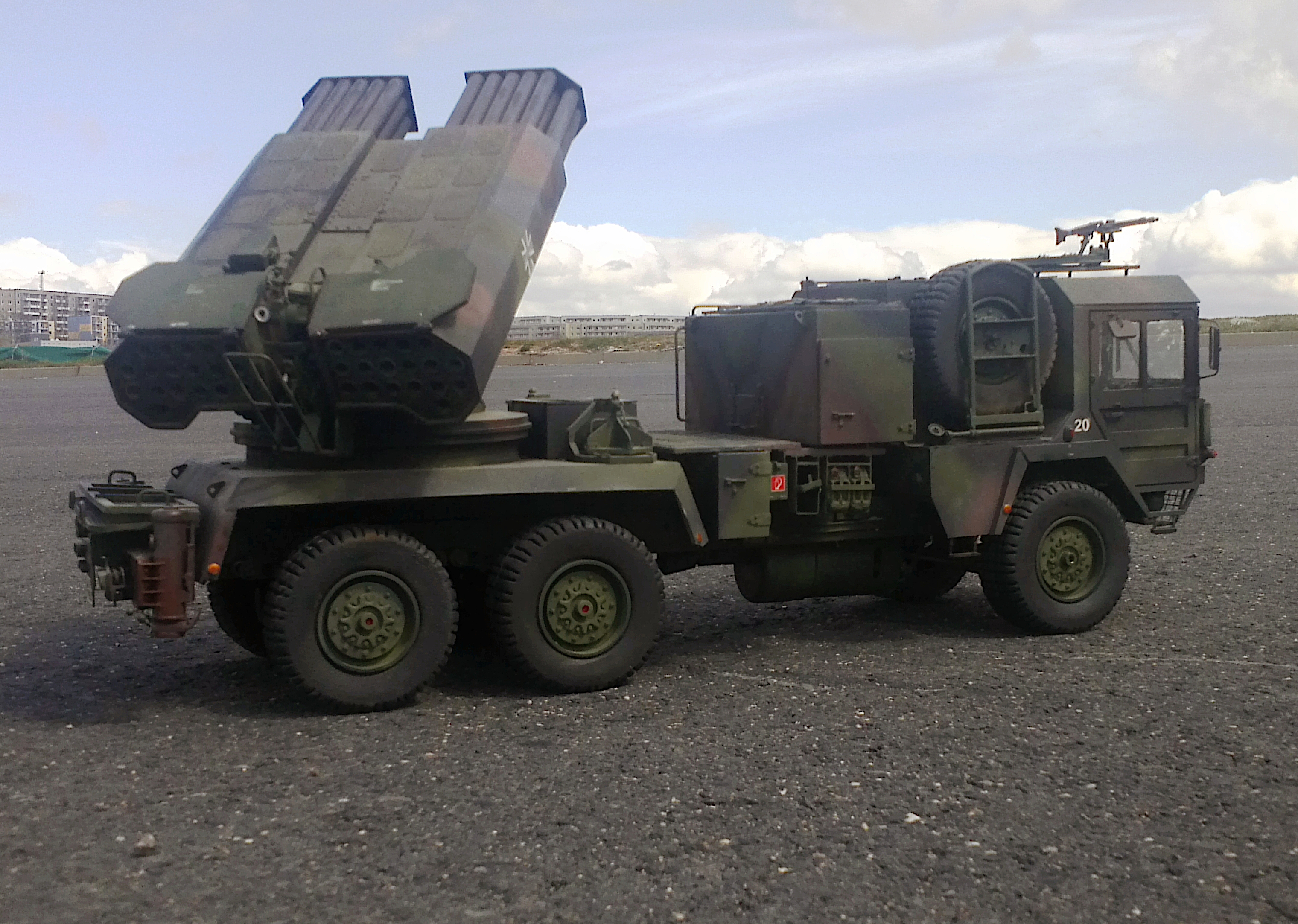
Westdeutsches Leichtes Artillerieraketensystem
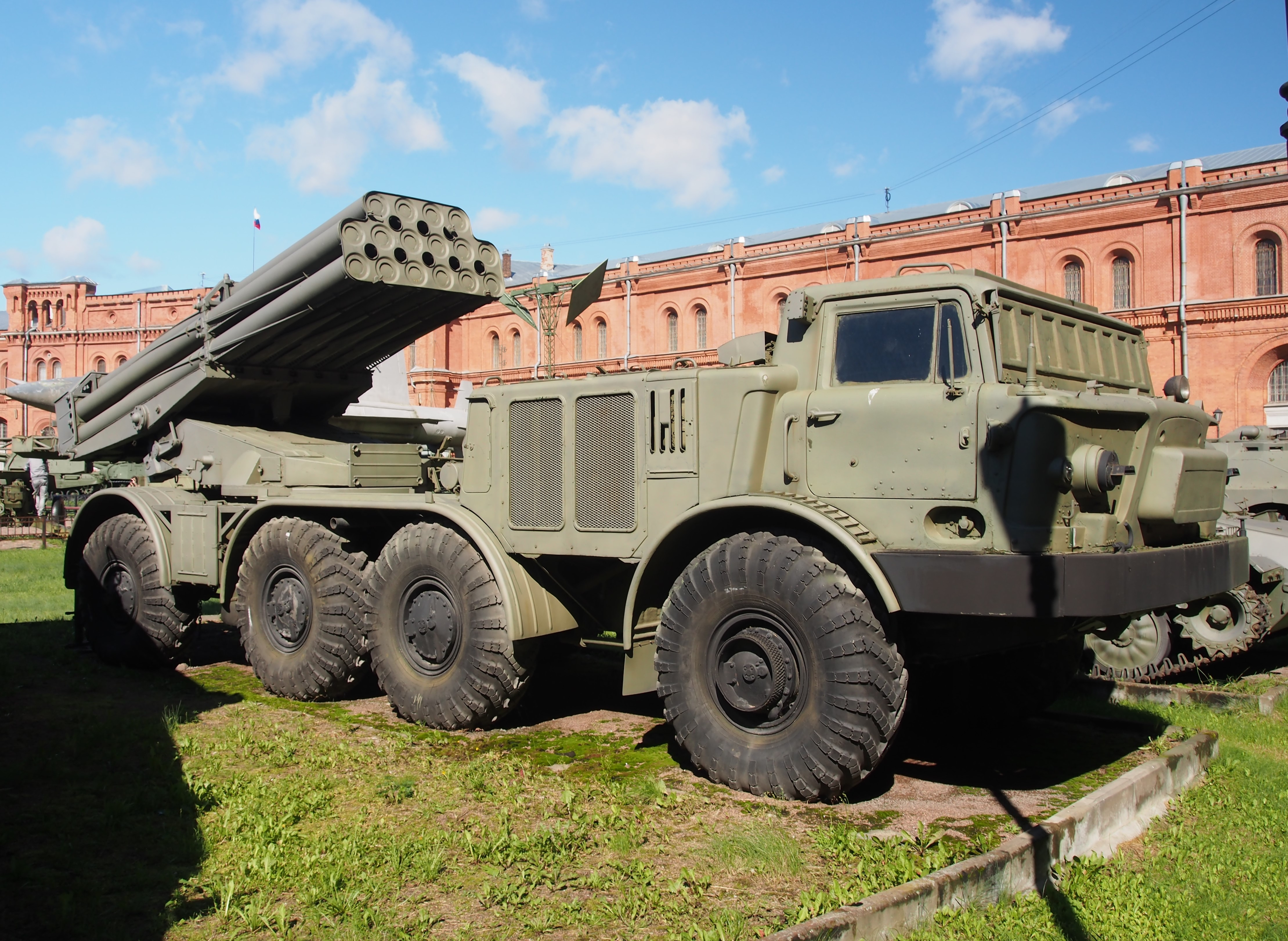
Mehrfachraketenwerfer BM-27 Uragan
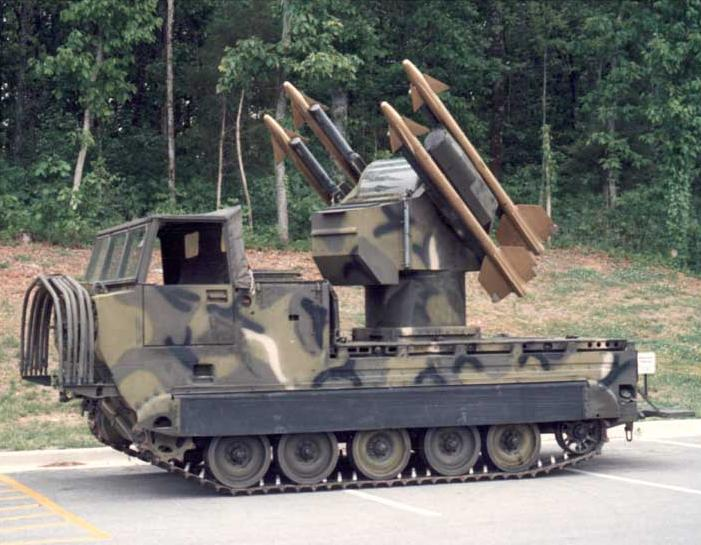
MIM-72 Chaparral mit vier ungedeckten Raketen und einem Traktor-Raupenantrieb
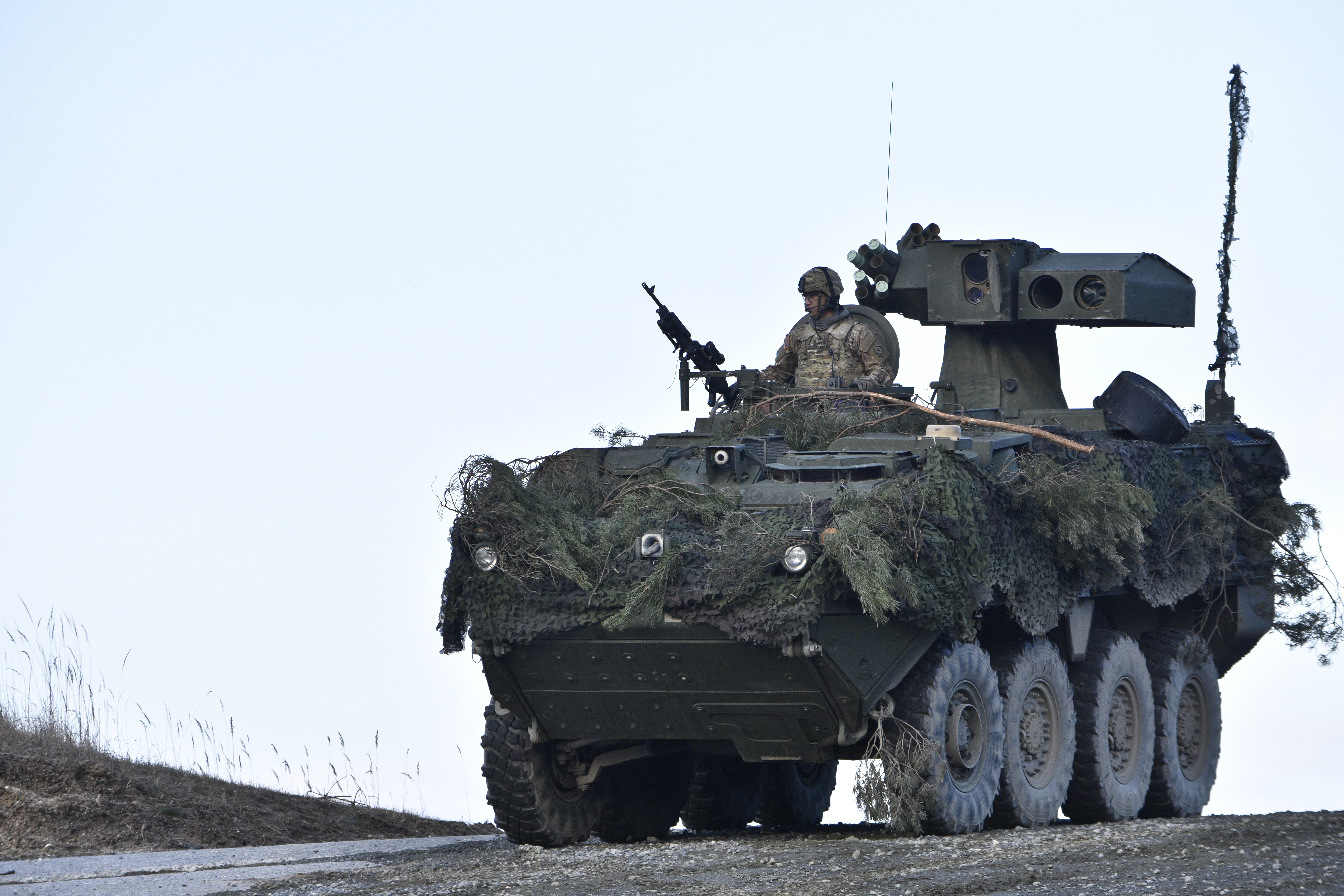
Das Panzerabwehrlenkwaffenfahrzeug M1134
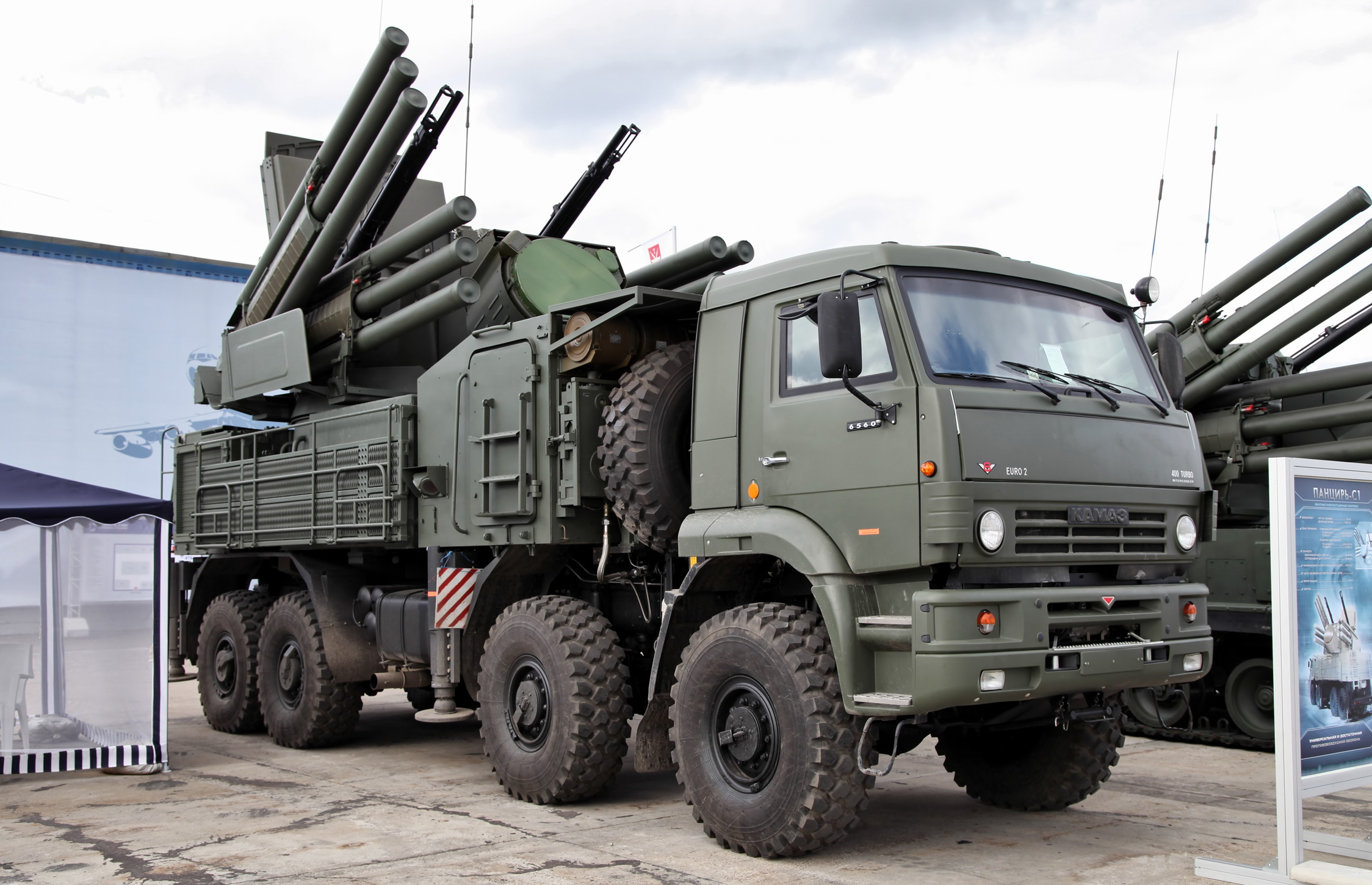
Das russische 96K6-Panzir-S1-Flugabwehrsystem
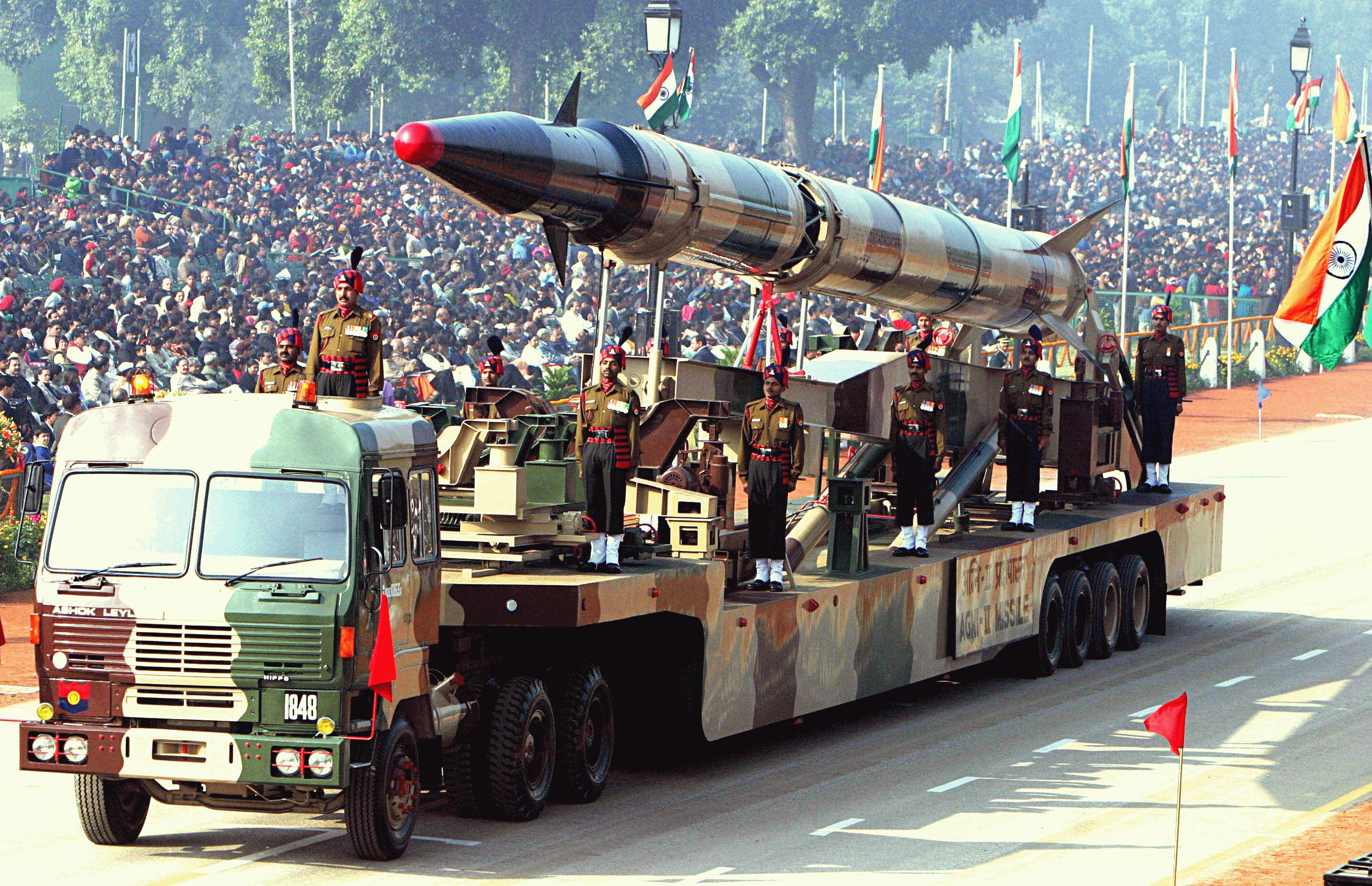
Agni-II-Raketensystem der indischen Armee
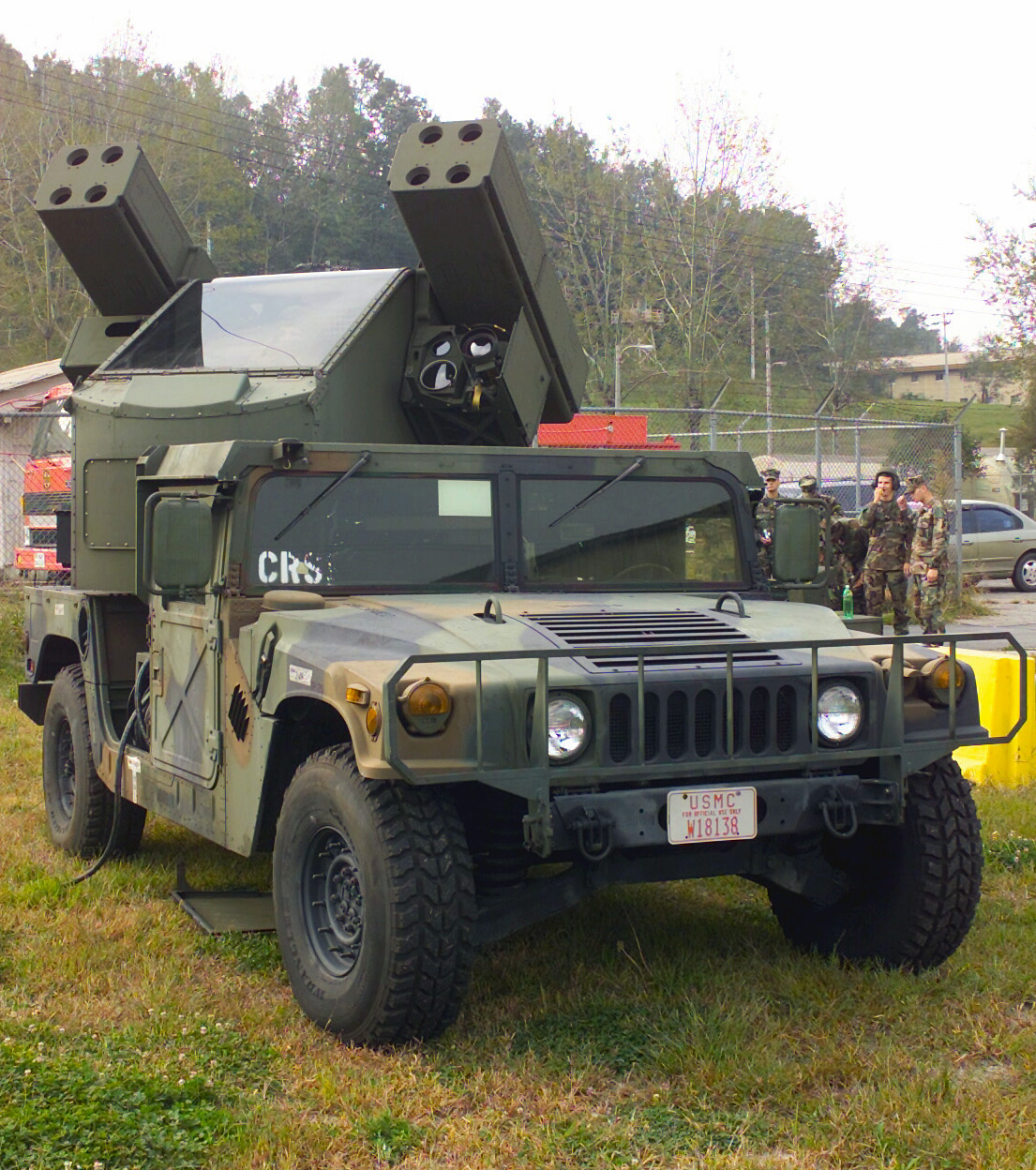
M1097 Avenger Luftabwehrsystem
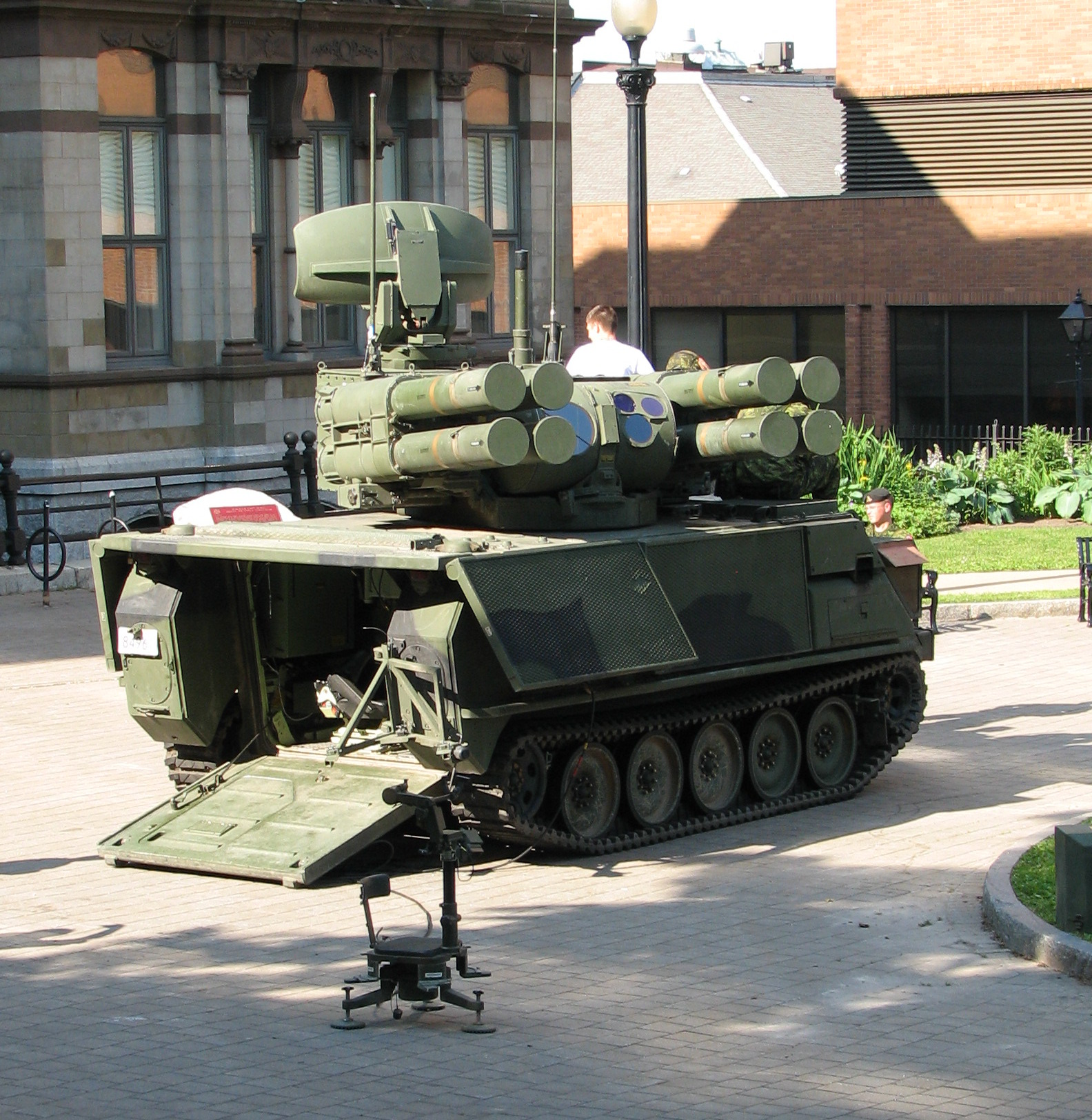
M113 APC der kanadischen Streitkräfte mit Air Defense Anti-Tank System (ADATS)
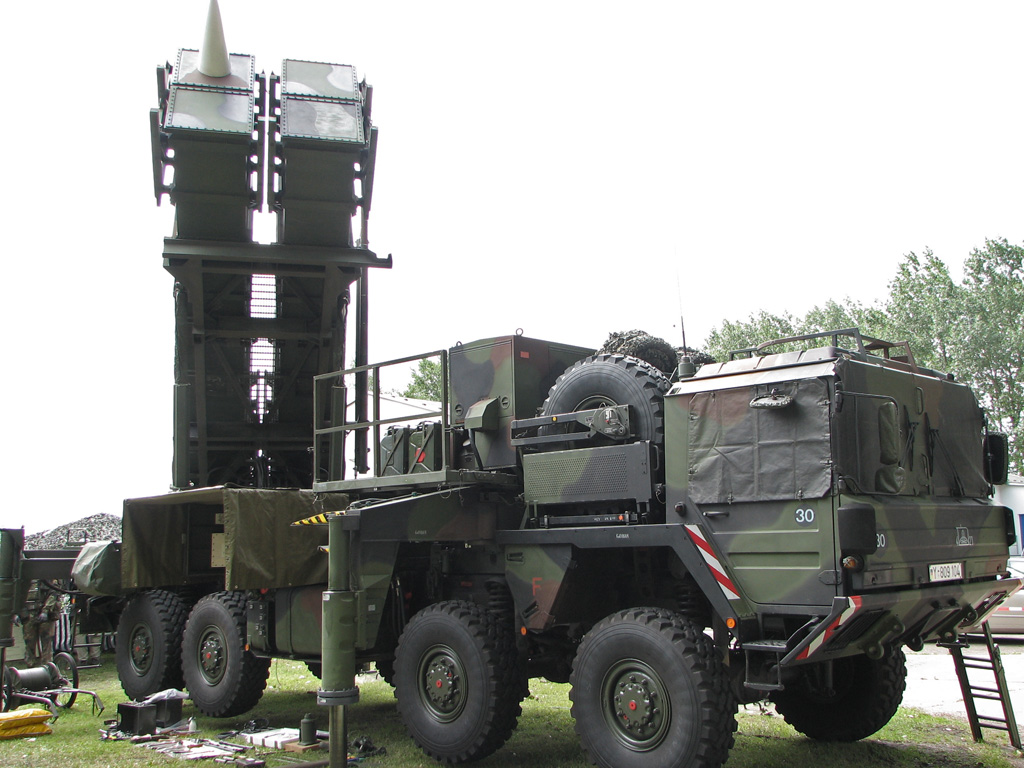
Patriot-Startgerät M903 der deutschen Luftwaffe